# 십자군 (영화)
십자군(The Crusades)은 미국에서 제작된 세실 B. 데밀 감독의 1935년 영화이다. 로레타 영 등이 주연으로 출연하였고 세실 B. 드밀 등이 제작에 참여하였다.

## 출연

### 주연
- 로레타 영
- 헨리 윌콕슨

### 조연
- 이안 케이스
- C. 오브리 스미스
- 캐서린 데밀
- 조셉 쉴드크로트
- 앨런 헤일
- C. 헨리 고든
- 조지 바비어
- 몬타구 러브
- 램제이 힐
- 럼스덴 헤어
- 모리스 머피
- 윌리엄 파넘
- 호바트 보스워스
- 페드로 드 코르도바
- 미샤 오어
- 앨버트 콘티
- 프레드 말라테스타
- 한스 하인리히 폰 트바르도프스
- 애너 드미트리오
- 페리 아스캄

## 제작진
- 배역: 홀링스워스 모즈